# Cis striatopunctatus
Cis striatopunctatus là một loài bọ cánh cứng trong họ Ciidae. Loài này được Steinheil miêu tả khoa học năm 1872.